# William Bottomley

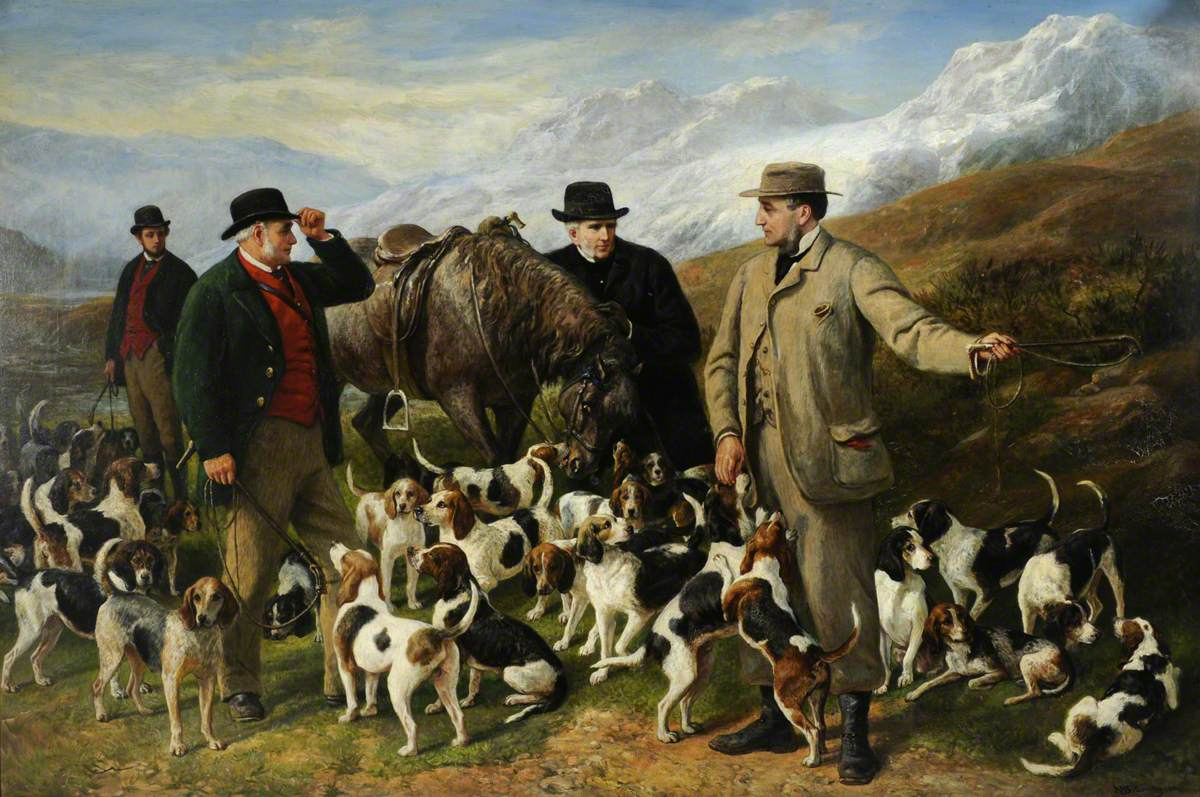
Jagdszene

John William Bottomley (* 31. Juli 1816 in Hamburg; † 13. April 1900 in Schleswig) war ein deutsch-britischer Tiermaler der Düsseldorfer und Münchner Schule.

## Leben
Bottomley war der Sohn eines aus Irland nach Hamburg eingewanderten Kaufmanns. Seinen ersten Zeichenunterricht erhielt er von Leo Lehmann. Von 1833 bis 1836 besuchte er die Kunstakademie Düsseldorf und war Schüler des Historienmalers Karl Ferdinand Sohn. Auch besuchte er dort die Bauklasse von Karl Friedrich Schäffer, wo unter anderem Perspektive gelehrt wurde. 1836 wechselte er an die Kunstakademie in München und studierte bis 1838 bei Peter von Cornelius und Wilhelm Kaulbach. 1837 unternahm er eine Studienreise nach Tirol. Von 1838 bis 1840 war er Mitglied des Münchner Kunstvereins. Er war zudem Mitglied im Hamburger Künstlerverein von 1832.
Im Oktober 1838 reiste Bottomley mit dem Historienmaler Henri Lehmann nach Rom, wo er mit dem dänischen Bildhauer Jens Adolf Jerichau Freundschaft schloss und eine gemeinsame Wohnung mietete, in die auch der holsteinische Landschaftsmaler Charles Ross einzog. Bottomley malte in Rom Kühe an der Tränke, weidende Schafe oder kämpfende Stiere in der Campagna. In den Jahren 1839 und 1841 nahm er an den „Cervarofesten“ der Ponte-Molle-Gesellschaft teil. 1843 porträtierte ihn August Kestner in einer Zeichnung. Jerichau modellierte 1845 eine Büste von Bottomley (Ny Carlsberg Glyptotek, Kopenhagen) und Carl Rahl malte etwa zur gleichen Zeit sein Bildnis (Freies Deutsches Hochstift, Frankfurter Goethe-Museum). Bottomley blieb bis zum Frühling 1845 in Rom.
1845 kehrten Bottomley und Jerichau nach Hamburg zurück. Hier schloss Bottomley mit dem Maler Christian Carl Magnussen Freundschaft, außerdem wurde er der erste Lehrer von Otto Speckter. Bottomley hatte auf den Ausstellungen des Hamburger Kunstvereins mit italienischen Motiven Erfolg, in denen er das Volksleben mit gefühlvollen Tierdarstellungen verband. Über seine familiären Beziehungen war es ihm seit 1845 möglich, auch in der Society of British Artists und im British Institute in London auszustellen.
1853 hielt sich Bottomley mit Christian Carl Magnussen und dem dänischen Maler Lorenz Frölich in Paris und in Barbizon auf, wo Bottomley die Tierbilder des Franzosen Constant Troyon bewunderte, den er in seinem Atelier aufsuchte. Aus Frankreich zurückgekehrt, entschloss sich Bottomley, in London ansässig zu werden, wo er sich erfolgreich als Tiermaler etablierte. Er fand seine Motive in Sussex, Wales und Irland. Häufig begleitete er Jagdgesellschaften in das schottische Hochland. Freundschaft verband ihn mit dem englischen Landschaftsmaler Thomas Creswick (1811–1869). Mit der Zeit ging Bottomley dazu über, das landschaftliche Element in seinem Gemälden zu verstärken, was dazu führte, dass er seine Bilder in der Natur malte und vollendete. Auf der Weltausstellung 1855 in Paris war er in der englischen Abteilung mit dem Gemälde Under the Cloud vertreten.
1871 unternahm Bottomley eine Reise nach Düsseldorf, Weimar und Hamburg. Nachdem seine Frau nach langer Krankheit verstorben war, fiel Bottomley in tiefe Depression und er äußerte den Wunsch, nach Deutschland zurückzukehren. Zunächst kehrte er nach Hamburg zurück, 1883 besuchte er Lorenz Frølich in Kopenhagen, dann nahm ihn sein Freund Christian Carl Magnussen in die Obhut. 1884 bis zu seinem Tod war Bottomley in Schleswig in der Nachbarschaft der Familie Magnussen ansässig. Dort verstarb er am 13. April 1900 im Alter von 84 Jahren.
Sein Sohn Reginald Bottomley (1856–1933) war ebenfalls Tiermaler.

## Werke (Auswahl)
- Neapolitanische Bäuerin mit Kind, 1846. Hamburger Kunsthalle
- „Maurice“, der Bernhardiner von Queen Victoria, 1849. Osborne House, Isle of Wight
- Reitpferd, um 1854, Museumsberg Flensburg
- Holzfäller, 1861, Kunsthalle Hamburg
- Ruhende Schafherde, 1863, Kunsthalle Hamburg